# Эдвардссон, Юнатан
Йонатан Эдвардссон (швед. Jonathan Edvardsson; род. 7 апреля 1997, Гётеборг) — шведский гандболист, выступает за гандбольный клуб «Ганновер-Бургдорф» и сборную Швеции по гандболу. Серебряный призёр чемпионата мира 2021 года, чемпион Европы 2022 года, призёр чемпионата Европы 2024 года. Участник летних Олимпийских игр 2024 года.

## Карьера

### Клубная
Йонатан Эдвардссон — воспитанник шведского гандбольного клуба «Савехоф», с которым дважды становился чемпионом Швеции. В сезоне 2018/19 годов Йонатан выиграл чемпионат Швеции с «Савехофом», а затем принял участие в играх Лиги чемпионов ЕГФ сезона 2019/20 годов. Свой второй чемпионский титул он завоевал в сезоне 2020/21 годов. Кроме того, был признан лучшим игроком сезона шведской лиги.
С сезона 2021/22 годов Эдвардссон играет за немецкий клуб «Ганновер-Бургдорф».

### Международная карьера в сборной
С 2020 года входит в состав национальной сборной Швеции. Дебютировал 8 ноября 2020 года в матче против сборной Республики Косово.
Впервые принял участие в крупном международном турнире среди сборных, выступив на чемпионате мира 2021 года, где выиграл серебряную медаль в составе национальной команды.
На чемпионате Европы 2022 года в финале шведы победили испанцев и стали чемпионами Европы. В 2024 году завоевал бронзовую медаль чемпионата Европы в Германии, сыграл в трёх матчах и забил один гол.
В августе 2024 года был включён в состав Швеции на Олимпийский турнир по гандболу. Сборная Швеции уступила в четвертьфинале сборной Дании 31:32, а игроки команды завершили участие в турнире.
Принял участие в матчах чемпионата мира 2025 года, где Швеция, сыграв неудачно, заняла итоговое 14-е место.